# Karl Engel (piłkarz)
Karl Engel (ur. 24 listopada 1952) – szwajcarski piłkarz, w trakcie kariery piłkarskiej grający na pozycji bramkarza.

## Kariera piłkarska

### Klub
Engel w trakcie kariery piłkarskiej występował w kilku klubach szwajcarskich, jak FC Luzern, Servette FC, Neuchâtel Xamax i FC Lugano

### Reprezentacja
W latach 1978−1985 Engel rozegrał 26 meczów w reprezentacji Szwajcarii. W kadrze zadebiutował 6 września 1978 roku w towarzyskim meczu przeciwko reprezentacji USA..

## Osiągnięcia
- Mistrz Szwajcarii: 1979
- Zdobywca Pucharu Szwajcarii: 1978, 1979